# Rajko Pirnat
Rajko Pirnat, slovenski pravnik in politik, * 1951, Ljubljana.
Med 16. majem 1990 in 14. majem 1992 je bil republiški sekretar za pravosodje in upravo.